# Олександрівська сільська рада (Богодухівський район)
Олекса́ндрівська сільська́ ра́да — адміністративно-територіальна одиниця та орган місцевого самоврядування в Богодухівському районі Харківської області. Адміністративний центр — село Олександрівка.

## Загальні відомості
- Олександрівська сільська рада утворена в 1919 році.
- Територія ради: 23,9 км²
- Населення ради: 540 осіб (станом на 2001 рік)
- Територією ради протікає річка Сухий Мерчик.

## Населені пункти
Сільській раді підпорядковані населені пункти:
- с. Олександрівка

### Колишні населені пункти
- с. Сахни, 1997 року зняте з обліку

## Склад ради
Рада складається з 13 депутатів та голови.
- Голова ради: Глущенко Сергій Олександрович

### Керівний склад попередніх скликань
| Прізвище, ім'я, по батькові   | Основні відомості                                                         | Дата обрання | Дата звільнення |
| ----------------------------- | ------------------------------------------------------------------------- | ------------ | --------------- |
| Глущенко Сергій Олександрович | Сільський голова, 1972 року народження, освіта вища, член Народної партії | 26.03.2006   | 31.10.2010      |
| Глущенко Сергій Олександрович | Сільський голова, 1972 року народження, освіта вища, член Народної партії | 31.10.2010   |                 |

Примітка: таблиця складена за даними сайту Верховної Ради України

### Депутати
За результатами місцевих виборів 2010 року депутатами ради стали:

#### За суб'єктами висування
| Суб'єкт висування                                       | Кількість обраних депутатів | %    |
| ------------------------------------------------------- | --------------------------- | ---- |
| Народна партія                                          | 7                           | 53,8 |
| Партія регіонів                                         | 4                           | 30,8 |
| Політична партія Всеукраїнське об'єднання «Батьківщина» | 1                           | 7,7  |
| Політична партія «Сильна Україна»                       | 1                           | 7,7  |

#### За округами
| № округу                                                | Прізвище, ім'я, по батькові     | Дата визнання обраним | Освіта  | Партійна приналежність                        | Відомості про обраного депутата                                           |
| ------------------------------------------------------- | ------------------------------- | --------------------- | ------- | --------------------------------------------- | ------------------------------------------------------------------------- |
| Народна Партія                                          |                                 |                       |         |                                               |                                                                           |
| 3                                                       | Демянюк Катерина Василівна      | 01.11.2010            | вища    | член Народної партії                          | Олександрівська сільська рада, головний бухгалтер                         |
| 4                                                       | Каплуновська Оксана Іванівна    | 01.11.2010            | середня | член Народної партії                          | Олександрівська сільська рада, секретар сільської ради                    |
| 7                                                       | Шевченко Микола Миколайович     | 01.11.2010            | середня | член Народної партії                          | тимчасово не працює                                                       |
| 8                                                       | Скирда Ольга Вікторівна         | 01.11.2010            | середня | член Народної партії                          | тимчасово не працює                                                       |
| 9                                                       | Вева Сергій Олександрович       | 01.11.2010            | середня | член Народної партії                          | тимчасово не працює                                                       |
| 10                                                      | Земляк Віталій Миколайович      | 01.11.2010            | середня | член Народної партії                          | тимчасово не працює                                                       |
| 11                                                      | Тонкошкур Микола Іванович       | 01.11.2010            | середня | член Народної партії                          | тимчасово не працює                                                       |
| Партія регіонів                                         |                                 |                       |         |                                               |                                                                           |
| 1                                                       | Сєльський Олександр Миколайович | 01.11.2010            | середня | член Партії регіонів                          | тимчасово не працює                                                       |
| 5                                                       | Глущенко Павло Олександрович    | 01.11.2010            | середня | член Партії регіонів                          | м. Харків, ШРБУ № 33, машиніст м/котка                                    |
| 6                                                       | Фесенко Василь Володимирович    | 01.11.2010            | середня | член Партії регіонів                          | Олександрівська загальноосвітня школа І-ІІ ст., оператор газової котельні |
| 13                                                      | Буцький Іван Васильович         | 01.11.2010            | середня | член Партії регіонів                          | Олександрівська загальноосвітня школа І-ІІ ст., оператор газової котельні |
| Політична партія Всеукраїнське об'єднання «Батьківщина» |                                 |                       |         |                                               |                                                                           |
| 2                                                       | Подольська Марія Василівна      | 01.11.2010            | вища    | член Всеукраїнського об'єднання «Батьківщина» | ПСП «Світанок», головний бухгалтер                                        |
| Політична партія «Сильна Україна»                       |                                 |                       |         |                                               |                                                                           |
| 12                                                      | Біловус Юрій Миколайович        | 01.11.2010            | середня | член Політичної партії «Сильна Україна»       | ПСП «Світанок», тракторист                                                |